# Tatiana Iekel

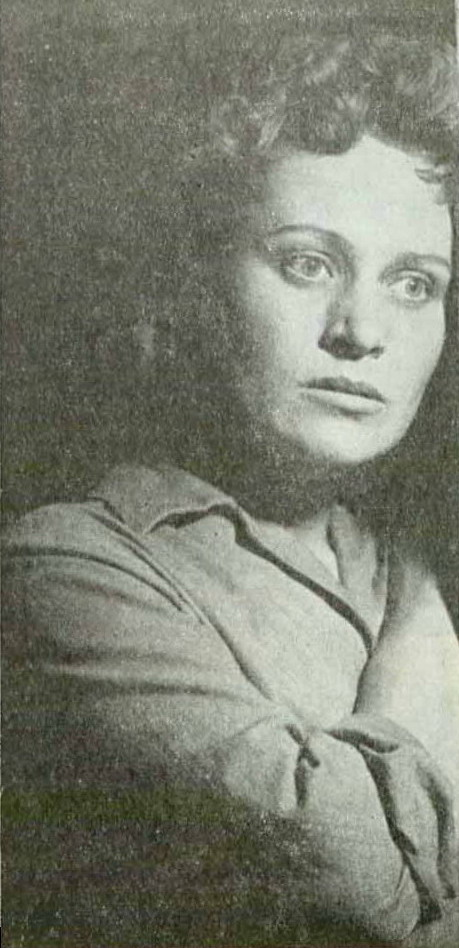
Tatiana Iekel în 1974

Tatiana Iekel (n. 10 octombrie 1932, Iași - d. 14 mai 2017, București) a fost o actriță română de film, radio, scenă, voce și televiziune. A fost prima soție a actorului Florin Piersic, împreună cu care are un fiu, actorul Florin Piersic, Jr.

## Distincții
- Ordinul Muncii clasa a III-a (26 august 1954) „pentru merite deosebite în realizarea filmelor «Nepoții Gornistului» și «Răsare soarele» (Nepoții Gornistului seria a II-a)”[6]

## Roluri interpretate
- 1952: Micii burghezi (regia Sorana Coroamă-Stanca) - Svetaeva
- 1953: Nepoții gornistului (regia Sorana Coroamă Stanca) - Simina
- 1953: Iașii în carnaval (regia Marietta Sadova, Gabriel Negri) - A doua mască
- 1954: A fost odată (regia Ghebal Georgescu) - Ilenuța
- 1954: Mincinosul (regia Ion Lucian, Rodica Gheorghiu) - Colombina
- 1954: Răsare soarele (regia Dinu Negreanu) - Mura
- 1956: Nota zero la purtare (regia Ion Lucian) - Mariana Pleșoianu
- 1956: Patriotica română (regia Marietta Sadova) - Dactilografa
- 1957: Monserrat (regia D. Neleanu) - Mama
- 1957: Noi, cei fără de moarte (regia Mihai Raicu) - Margareta Ciuc
- 1957: Seara răspunsurilor (regia Ghebal Georgescu) - Dana Pascal
- 1957: Acolo departe (regia Mihai Raicu) - Ioana
- 1958: În căutarea bucuriei (regia Ion Gheorghiu - Tatiana
- 1958: Zboară cocorii (regia Mihai Raicu - Veronica Bogdanovna
- 1959: Ferestre deschise (regia Horea Popescu - Vica
- 1959: Fotoliu 16 (regia Marcel Anghelescu, Colette Corbu) - Iulia Trepetova
- 1959: Scurtă convorbire (regia Mihai Raicu) - Ludmila
- 1959: Brigada I de cavalerie (regia Radu Penciulescu, Radu Dunăreanu - A doua consomolistă
- 1960: Secunda 58 (regia Radu Dunăreanu) - Domnica Rotaru
- 1961: Prima întâlnire (regia Ion Cojar) - Marina
- 1961: Marele fluviu își adună apele (regia D. Neleanu) - Caterina
- 1961: Pigulete plus cinci fete (regia Ion Lucian) - Irina Aioanei
- 1962: În fiecare seară toamna (regia Venelin Tankov) - Elena
- 1962: Logodnicul de profesie se-nsoară (regia Radu Penciulescu) - Kamila Sipkova
- 1963: Ocolul pământului (regia Radu Penciulescu) - Animatoare
- 1964: Oricât ar părea de ciudat (regia Radu Penciulescu) - Letiția Dinu
- 1965: Jacques Prevert (regia Radu Penciulescu)
- 1965: Cu tot soarele pe masă (regia Mihai Dimiu) - Femeia
- 1966: Amoor (regia Dinu Cernescu) - Ellen Manville
- 1966: Simple coincidențe (regia Ion Cojar)
- 1967: Bătrânele și marea (regia Iannis Veakis) - Una dintre bătrâne
- 1967: Vreți să jucați cu noi?  (regia D. Neleanu) - Guliță
- 1968: Baltagul (regia Radu Penciulescu) - Nevasta lui David
- 1968: Bufonul (regia Valeriu Moisescu) - Orsita
- 1968: Ofițerul recrutor (regia Valeriu Moisescu) - Rose
- 1969: Carlota (regia D. Neleanu) - Carlota
- 1970: Emigrantul din Brisbane (regia Valeriu Moisescu) - Laura
- 1970: Don Juan moare ca toți ceilalți (regia Emil Mandric) - Maria Magdalena
- 1971: Cum se jefuiește o bancă (regia Mihai Berechet) - Regina
- 1971: Ape și oglinzi (regia Ion Cojar) - Mătușa Elisabeta
- 1971: Timp și adevăr (regia Ion Cojar) - Anca Cernat
- 1972: Vicleniile lui Scapin (regia Iulian Vișa) - Geronte
- 1972: Simfonie pentru destinul meu (regia Ion Cojar) - Diriginta
- 1972: Testamentul câinelui (regia Sorana Coroamă Stanca) - Preamilostiva doamnă
- 1973: Philadelphia ești a mea (regia Sorana Coroama Stanca) - Lizzy Sweeney
- 1974: Viața e ca un vagon (regia Ion Maximilian) - Tereza Schoner
- 1975: Cu cărțile pe față (regia Sorana Coroamă Stanca) - Adela
- 1975: Galileo Galilei (regia D. Neleanu) - Doamna Sarti
- 1976: Rața sălbatică (regia Sorana Coroamă Stanca) - Doamna Sorby, menajera
- 1976: Vara trecută la Ciulimsk (regia D. Neleanu) - Ana Horosih
- 1977: Rețeta fericirii (regia Aurel Baranga) - Aurora
- 1977: Omul, continuați să puneți întrebări (regia Laurențiu Azimioară)
- 1978: Unchiul Vanea (regia Laurențiu Azimioară) - Marina
- 1978: Nebuna din Chaillot (teatru, regia Silviu Purcărete) - Gabrielle
- 1979: Pluralul englezesc (regia Sanda Manu) - Jane Hopcroft
- 1979: Zbor de sticleți (regia Dem Rădulescu) - Amandina
- 1979: Minetti (regia Anca Ovanez-Doroșenco) - Doamna în roșu
- 1980: Copiii lui Kennedy (regia Dragoș Galgoțiu) - Wanda
- 1981: Niște țărani (regia Cătălina Buzoianu) - Tudora
- 1982: Politica (regia Silviu Purcărete) - Bătrâna
- 1983: Richard al III-lea (regia Silviu Purcărete) - Margaret
- 1983: La cincizeci de ani ea descoperă marea (regia Dragoș Galgoțiu) - Mama
- 1984: Trestia gânditoare (regia Silviu Purcărete) - Bătrâna
- 1984: Romanță târzie (regia Cristian Hadji-Culea) - Maria
- 1986: Bărbatul și ...femeile (regia Nae Caranfil) - Ana Iulievna, Funcționara, Augusta Gurievna, Akulevici, Călătoarea, Maria Istomina, Vera Andreevna, Directoarea
- 1986: Aventura unei arhive (regia Silviu Purcărete) - Bătrâna
- 1986: Ana-Lia (regia Dominic Dembinski) - Lia
- 1995: Cercul (regia Dragoș Galgoțiu) - Prostituata
- 2005: Cum gândește Amy (regia Cătălina Buzoianu) - Evelyn Thomas

## Dublaj
- 2001: Tarzan, în rolul mamei lui Tantor, în original vocea aparținându-i lui Beth Anderson, Dublaj de voce
- 2009: Fratele Urs, în rolul bătrânei ursoaice, în original vocea aparținându-i lui Estelle Haris, Dublaj de voce (77 de ani, și 57 de ani în activitate
- Mașini și Mașini 2- dublaj Lizzie (voce vers.română) (2006)și (2011)

## Filmografie
- 1962 - Puștiul
- 1972 - Explozia
- 1975 - Tată de duminică
- 1977 - Marele singuratic
- 1978 - Mai presus de orice
- 1979 - Între oglinzi paralele
- 1980 - Cine mă strigă
- 2004 - Advertising, scurtmetraj
- 2006 - Daria, iubirea mea
- 2008 - Schimb valutar
- 2009 - Medalia de onoare
- 2011 - Pariu cu viața
- 2014 - O nouă viață
- 2015 - Dispozitiv 0068
- 2015 - Un etaj mai jos, actrița a fost nominalizată la premiul Gopo pentru cea mai bună actriță în rol secundar la gala Premiilor Gopo din 2016
- 2016 - Sieranevada
- 2017 - Cine a ucis Crăciunul?